# Макув (остановочный пункт)
Макув (пол. Maków) — остановочный пункт железной дороги в селе Макув в гмине Макув, в Лодзинском воеводстве Польши. Имеет 2 платформы и 2 пути. 
Остановочный пункт на железнодорожной линии Варшава — Катовице, построен в 1946 году. 